# Mount Brocklehurst
Mount Brocklehurst är ett berg i Antarktis. Det ligger i Östantarktis. Nya Zeeland gör anspråk på området. Toppen på Mount Brocklehurst är 1 310 meter över havet, eller 290 meter över den omgivande terrängen. Bredden vid basen är 4,1 km.
Terrängen runt Mount Brocklehurst är huvudsakligen kuperad, men åt sydväst är den platt. Trakten är obefolkad. Det finns inga samhällen i närheten.